# کریستیان کوکوک
کریستیان کوکوک (آلمانی: Christian Kukuk؛ زادهٔ ۴ مارس ۱۹۹۰) سوارکار اهل آلمان است که در مسابقات کشوری و بین‌المللی در مجموع برندهٔ ۱ مدال طلا، ۱ مدال نقره شده است.
او در مسابقات پرش انفرادی در بازی‌های المپیک تابستانی ۲۰۲۰ شرکت کرد. وی در مسابقات پرش انفرادی در بازی‌های المپیک تابستانی ۲۰۲۴ در پاریس با اسبش چکر ۴۷ قهرمان المپیک شد.